# ماغنوس سكيفينغ
ماغنوس سكيفينغ (بالآيسلندية: Magnús Örn Eyjólfsson Scheving) (مواليد 10 نوفمبر 1964) هو كاتب ورجل أعمال ومنتج وممثل ورياضي آيسلندي. هو مُبتكر ومخرج ونجم البرنامج التلفزيوني الموجّه للأطفال مدينة الكسالى، حيث جسّد شخصية سبورتاكس.

## روابط خارجية
- ماغنوس سكيفينغ على موقع IMDb (الإنجليزية)
- ماغنوس سكيفينغ على موقع ألو سيني (الفرنسية)
- ماغنوس سكيفينغ على موقع ميوزك برينز (الإنجليزية)
- ماغنوس سكيفينغ على موقع أول موفي (الإنجليزية)
- ماغنوس سكيفينغ على موقع قاعدة بيانات الأفلام السويدية (السويدية)
- ماغنوس سكيفينغ على موقع قاعدة بيانات الفيلم (الإنجليزية)
- ماغنوس سكيفينغ على موقع كينوبويسك (الروسية)
- ماغنوس سكيفينغ على موقع الاتحاد الدولي للجمباز (licence) (الإنجليزية)
- ماغنوس سكيفينغ على موقع الاتحاد الدولي للجمباز (biography) (الإنجليزية)